# Cyrtandra trivialis
Cyrtandra trivialis är en tvåhjärtbladig växtart som beskrevs av Friedrich Fritz Wilhelm Ludwig Kraenzlin. Cyrtandra trivialis ingår i släktet Cyrtandra och familjen Gesneriaceae. Inga underarter finns listade i Catalogue of Life.